# Karabin Howa Typ 64
Howa Typ 64 (Howa 64-Shiki) (Type 64) – japoński karabin automatyczny. Przepisowy karabin Japońskich Sił Samoobrony od lat 60. W latach 90. zastąpiony przez karabin Karabin Howa Typ 89 (Howa 89-Shiki).

## Historia

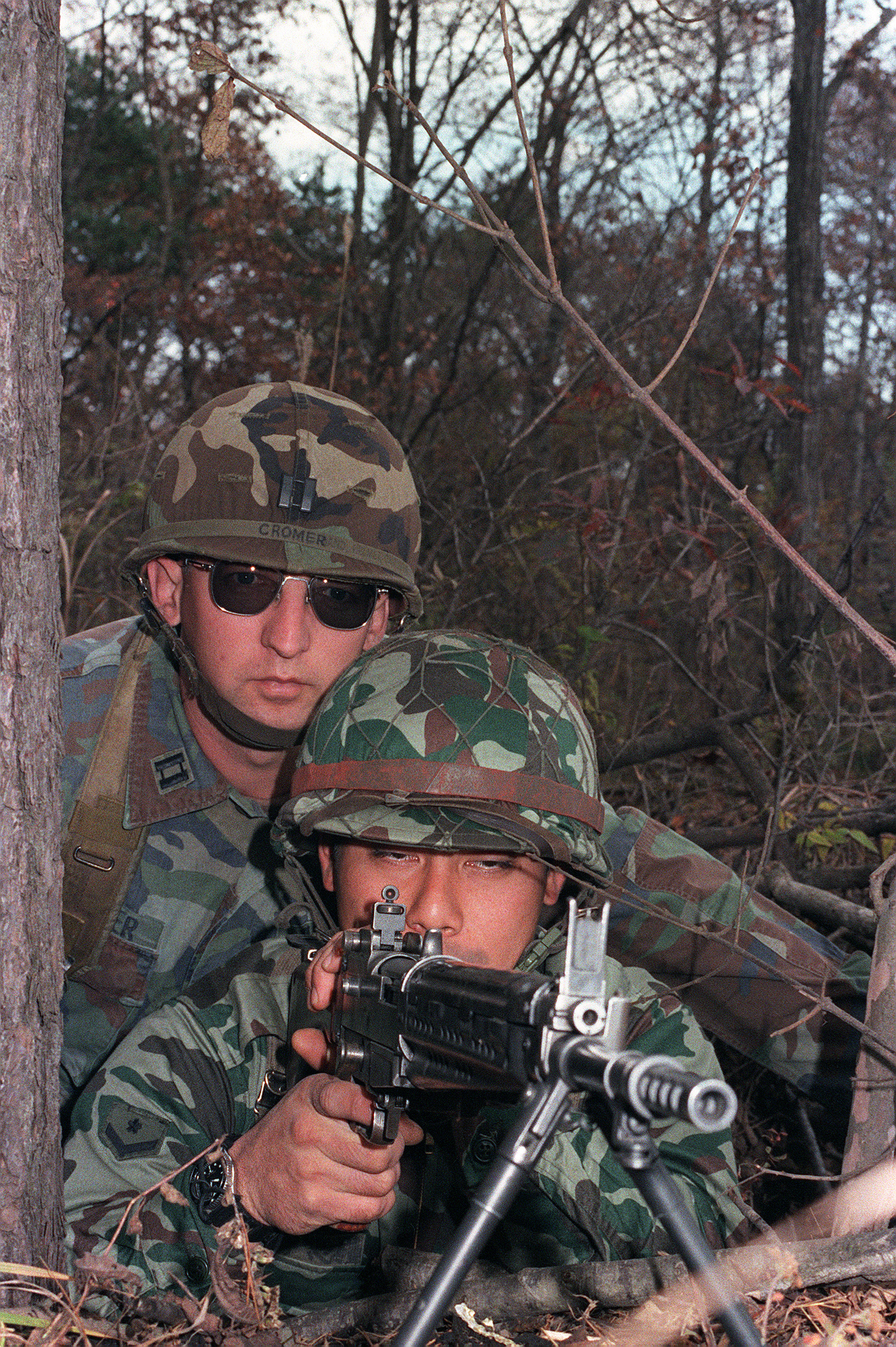
Żołnierz japoński z karabinem 64-Shiki

Po ponownym utworzeniu armii japońskiej w latach 60. w Japonii rozpoczęto prace nad bronią mającą wejść na jej uzbrojenie. Karabin miała skonstruować firma Howa Machinery Company z Nagoi, a głównym konstruktorem został gen. Kenzo Iwashita. Kierowany przez niego zespół opracował kilka prototypów, z których ostatni został przyjęty do uzbrojenia w połowie lat 60. jako karabin 64-Shiki.
Japończycy uznali, że nabój 7,62 × 51 mm NATO jest zbyt silny dla karabinu automatycznego. Dlatego karabin miał strzelać zmodyfikowaną amunicją, która przy identycznych wymiarach zewnętrznych jak nabój NATO była elaborowana mniejszą o 10% ilością prochu. Dzięki stosunkowo wysokiej masie karabinu i osłabionej amunicji odrzut karabinu Typ 64 jest mniejszy niż innych karabinów kalibru 7,62 mm NATO. Z karabinu Typ 64 można strzelać standardową amunicją NATO po przestawieniu regulatora gazowego.
Do 1989 roku karabin Type 89 należał obok ukm-u Model 62 i pistoletu maszynowego Model 66 stanowił podstawowe uzbrojenie japońskiej piechoty. W 1989 roku wprowadzono do uzbrojenia karabin szturmowy 89-Shiki kalibru 5,56 mm NATO. W następnych latach wyparł on karabin 64-Shiki z uzbrojenia jednostek liniowych, ale 64-Shiki jest nadal używany w przez jednostki rezerwowe.

## Opis
Karabin Typ 64 jest bronią samoczynno-samopowtarzalną. Zasada działania oparta na odprowadzaniu części gazów prochowych przez boczny otwór lufy. Broń wyposażona jest w regulator gazowy. Regulator gazowy ma trzy położenia: do strzelania amunicją japońską, do strzelania standardową amunicją NATO i do miotania granatami nasadkowymi (przy tej nastawie komora gazowa jest odcięta od lufy i konieczne jest ręczne przeładowanie po każdym strzale). Howa Typ 64 strzela z zamka zamkniętego. Zamek ryglowany przez przekoszenie w płaszczyźnie pionowej. Mechanizm spustowy z przełącznikiem rodzaju ognia. Dźwignia przełącznika rodzaju ognia pełni jednocześnie funkcję bezpiecznika.
Typ 64 jest bronią zasilaną z magazynków 20-nabojowych.
Lufa zakończona tłumikiem płomienia pełniącym także funkcję osłabiacza odrzutu. Lufa ma 4 bruzdy prawoskrętne.
Kolba stała. Na końcu łoża przymocowany lekki dwójnóg. Przyrządy celownicze mechaniczne (celownik z przeziernikiem).